# Rhinodicynodon
Rhinodicynodon es un género extinto de sinápsido no-mamífero.